# Phytoseius severus
Phytoseius severus är en spindeldjursart som beskrevs av Wainstein och Vartapetov 1972. Phytoseius severus ingår i släktet Phytoseius och familjen Phytoseiidae. Inga underarter finns listade i Catalogue of Life.